# Hrlica
Hrlica (bis 1948 slowakisch „Grlica“; ungarisch Gerlice) ist eine Gemeinde in der südlichen Mittelslowakei mit 55 Einwohnern (Stand 31. Dezember 2024), die zum Okres Revúca, einem Kreis des Banskobystrický kraj, gehört und in der traditionellen Landschaft Gemer liegt.

## Geographie

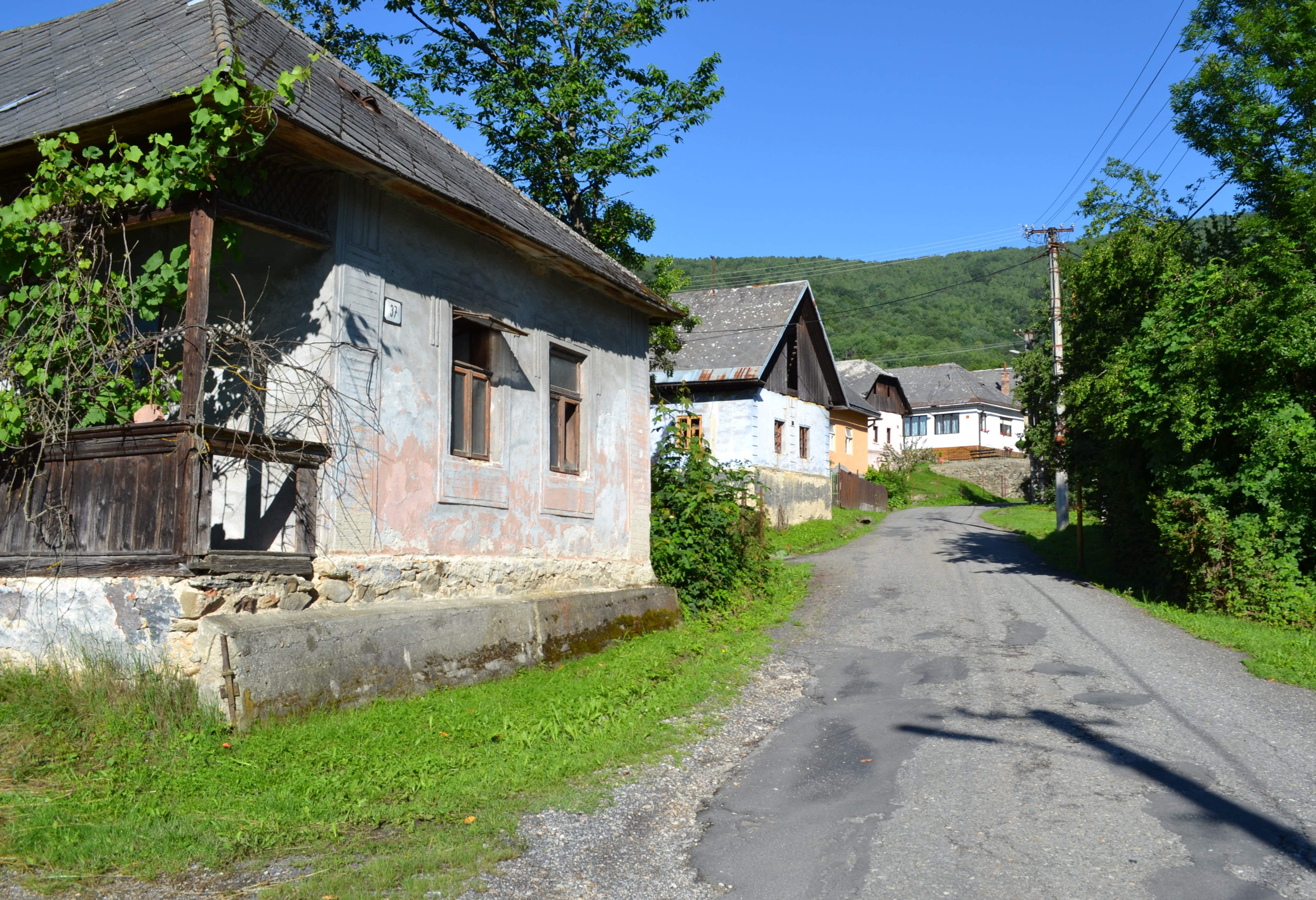
Straße in Hrlica

Die Gemeinde befindet sich im Gebirge Stolické vrchy im Slowakischen Erzgebirge, in einem Seitental des Turiec im Einzugsgebiet der Slaná, in einer bewaldeten Gegend. Das Ortszentrum liegt auf einer Höhe von 431 m n.m. und ist 21 Kilometer von Jelšava sowie 27 Kilometer von Revúca entfernt.
Nachbargemeinden sind Ratkovské Bystré im Norden, Ratková im Osten und Süden, Ploské im Süden und Südwesten und Krokava im Westen.

## Geschichte

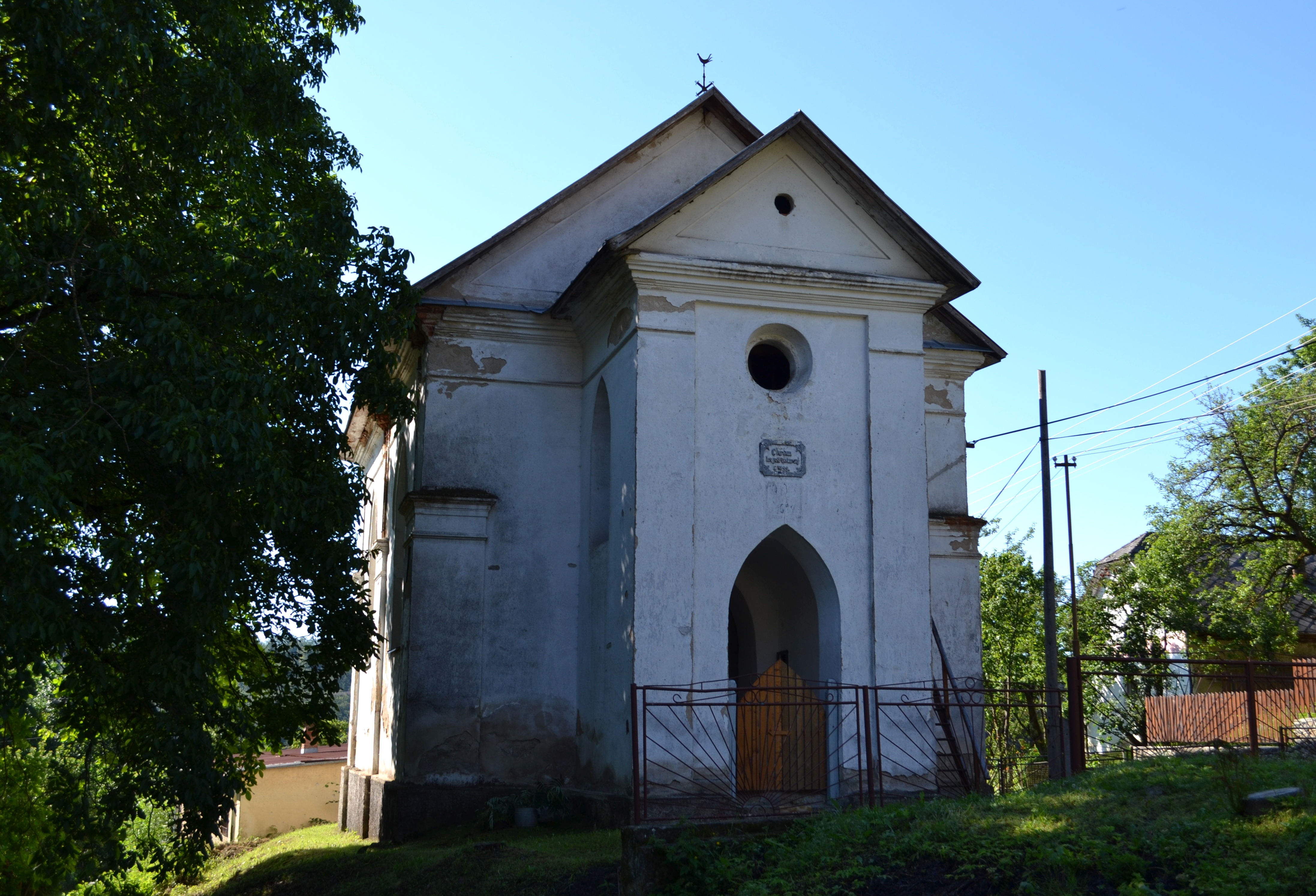
Evangelische Kirche

Hrlica entstand im 14. Jahrhundert, entwickelte sich zu einem Hirtendorf und wurde zum ersten Mal 1413 als Gerlyche schriftlich erwähnt. Das Dorf war Besitz des Geschlechts Derencsényi, ab dem 17. Jahrhundert lag es im Herrschaftsgebiet der Burg Muráň. 1828 zählte man 70 Häuser und 597 Einwohner, die als Fuhrmänner, Köhler sowie Arbeiter in umliegenden Berg- und Hammerwerken beschäftigt waren. Im 19. Jahrhundert gab es ein Eisenwerk im Ort, das allerdings schon 1872 den Betrieb einstellen musste.
Bis 1918 gehörte der im Komitat Gemer und Kleinhont liegende Ort zum Königreich Ungarn und kam danach zur Tschechoslowakei beziehungsweise heute Slowakei. Nach dem Ersten Weltkrieg war Hrlica ein von Bauern und Bergwerkarbeitern bewohntes Dorf.

## Bevölkerung
| Jahr                | 1994 | 2004     | 2014    | 2024     |
| ------------------- | ---- | -------- | ------- | -------- |
| Anzahl der Personen | 102  | 79       | 82      | 55       |
| Unterschied         |      | −22,54 % | +3,79 % | −32,92 % |

| Jahr                | 2023 | 2024    |
| ------------------- | ---- | ------- |
| Anzahl der Personen | 56   | 55      |
| Unterschied         |      | −1,78 % |

Nach der Volkszählung 2011 wohnten in Hrlica 80 Einwohner, davon 76 Slowaken und zwei Tschechen. Zwei Einwohner machten keine Angabe zur Ethnie.
35 Einwohner bekannten sich zur Evangelischen Kirche A. B. und 12 Einwohner zur römisch-katholischen Kirche. 27 Einwohner waren konfessionslos und bei fünf Einwohnern wurde die Konfession nicht ermittelt.

## Baudenkmäler
- evangelische Kirche im neoklassizistischen Stil aus dem Jahr 1899[6]